# Ozerailles
Ozerailles – miejscowość i gmina we Francji, w regionie Grand Est, w departamencie Meurthe i Mozela.
Według danych na rok 1990 gminę zamieszkiwało 128 osób, a gęstość zaludnienia wynosiła 20 osób/km² (wśród 2335 gmin Lotaryngii Ozerailles plasuje się na 917. miejscu pod względem liczby ludności, natomiast pod względem powierzchni na miejscu 886.).